# 东方棕蝠
东方棕蝠（学名：Eptesicus pachyomus），一种分布于伊朗、巴基斯坦、印度、缅甸、泰国、老挝、越南及中国等地区的蝙蝠，隶属于蝙蝠科棕蝠属。本种曾被视为大棕蝠的一个亚种，2013年研究人员通过综合分类研究认为本种应为独立种。